# Francia kétfrankos érme (1979)

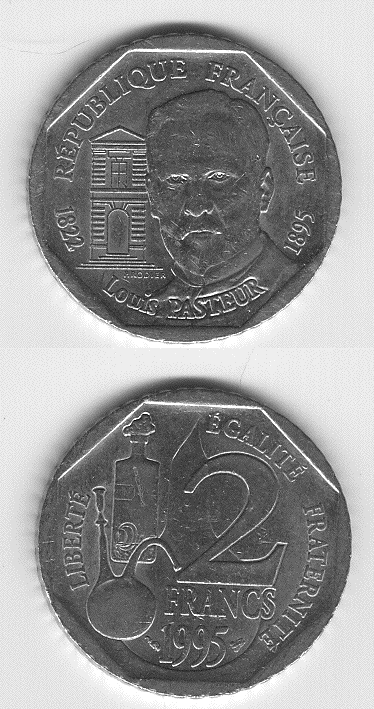
1995

Az 1979-ben bevezetett francia kétfrankos érmét húsz évvel az új frank bevezetése után hozták forgalomba, a készpénzforgalomban jelentkező igényre válaszul (az egy- és ötfrankos érme közötti űrt betöltendő). Az euró 2002-es bevezetéséig maradt forgalomban. Az érme rajza az eredetileg 1898-ban bevezetett Semeuse-típus (a Francia Köztársaságot szimbolizáló vető női alak) modernizált változata.

## Leírás
Az érme anyaga nikkel, súlya 7,5 g, átmérője 26,5 milliméter, vastagsága 1,5 milliméter. Pereme recézett, a peremen belül nyolcszögletű. Előlapján a République Française Francia Köztársaság felirat és a köztársaságot szimbolizáló vető nőalak (La Semeuse) látható, háttérben a felkelő nappal. A nőalak lábánál a d´après O´Roty felirat a típus eredeti tervezőjére, Oscar O´Rotyra utal. Hátlapján körben a francia forradalom jelmondata (Liberté, égalité, fraternité – Szabadság, egyenlőség, testvériség) olvasható, alul az évszámmal és a verdejeggyel (Párizs). Középen az nagyméretű értékjelzés hátterében tölgy- és olajfalevelek láthatóak. 

## Vert mennyiség
A típus bevezetésével kísérleteztek már 1959-ben is, de végül nem került forgalomba. 1978-ban készültek el az első próbaveretek (6000 db), majd 1979-1983 között minden évben 90-130 millió példányt gyártottak belőle. 1984-1993 között csupán tízezres nagyságrendben verték főként forgalmi sorok részére. 1994-2000 között (1995 kivételével) minden évben milliós nagyságrendben verték. 
| Évjárat | Vert mennyiség (db) |
| ------- | ------------------- |
| 1979    | 130 000             |
| 1980    | 99 950 000          |
| 1981    | 119 974 000         |
| 1982    | 89 975 000          |
| 1983    | 89 986 000          |
| 1984    | 36 500              |
| 1985    | 7 500               |
| 1986    | 15 000              |
| 1987    | 81 000              |
| 1988    | 85 000              |
| 1989    | 83 000              |
| 1990    | 5 000               |
| 1991    | 2 500               |
| 1992    | 65 000              |
| 1993    | 20 000              |
| 1994    | 9 970 000           |
| 1995    | 15 011              |
| 1996    | 11 980 018          |
| 1997    | 11 975 000          |
| 1998    | 45 025 000          |
| 1999    | 10 000              |
| 2000    | 25 100 013          |
| 2001    | 125 000             |

## Emlékveretek
1993 után négyfajta forgalmi emlékpénzt is kibocsátottak a kétfrankos paramétereivel. A forgalomban leggyakrabban a Jean Moulin emlékére vert típus fordult elő.
- 1993: Jean Moulin, második világháborús ellenálló halálának 50. évfordulójára.
- 1995: Louis Pasteur halálának 50. évfordulójára.
- 1997: Georges Guynemer első világháborús repülőpilóta halálának 80. évfordulójára.
- 1998: az Emberi jogok Egyetemes Nyilatkozatának 50. évfordulójára.

| Évjárat | Vert mennyiség (db) |
| ------- | ------------------- |
| 1993    | 30 000              |
| 1995    | 9 975 000           |
| 1997    | 2 000 013           |
| 1998    | 4 997 513           |

## Külső hivatkozások
- René Houyez: Valeur des Monnaies de France (Garcen kiadó)